# Somos familia
Somos familia est une telenovela argentine diffusée entre le 6 janvier et le 20 octobre 2014 sur Telefe.

## Synopsis
C'est la prise en charge de quatre adolescents qui  provoque la rencontre et la cohabitation des deux protagonistes.
Joaquín est un célibataire en vue, célèbre ancien coureur de moto, homme d'affaires propriétaire d'une usine de moto. Il devient le tuteur légal des quatre enfants de ses amis  Miranda  après leur mort dans un accident d'avion. Or l'un de ces orphelins n'est autre que Pilar, fille de Manuela. 
Manuela avait dû abandonner le nouveau-né qu'elle avait eu à l'âge de 15 ans. Devenue journaliste engagée dans les problèmes des femmes elle a recherché l'enfant et découvre son adoption par les Miranda. Elle prend alors un emploi de femme de chambre chez eux, sous le nom d’emprunt de "Ramona".

## Distribution
- Gustavo Bermúdez[2] : Joaquín Navarro
- Ana María Orozco : Manuela Paz / Ramona
- Fabián Vena : Pablo Navarro
- Natalia Lobo : Flavia Carlucci
- Maxi Ghione : Francisco Morales
- Betina O'Connell : Irene Lamas
- Fabian Mazzei : Andrés Saldivar
- Paula Morales : Julieta Paz
- Tomás Fonzi : Pedro Mancini
- Mónica Cabrera : Ramona Insaurralde
- Eva De Dominicci : Pilar Miranda
- Pablo Alarcon : Gregorio Paz
- Graciela Pal : Azucena Lobos
- Adriana Salonia : Mabel González
- Augusto Schuster : Nacho Miranda
- Barbara Vélez : Olivia Navarro
- Nicolás Furtado : Máximo Morales
- Gabriela Sari : Agustina Graciani
- Olivia Viggiano : Camila Galván
- Hernán Jiménez : Alexis
- Stéfano de Gregorio : Miguel
- Maite Lanata : Malena Miranda
- Micaela Wasserman : Delfina Miranda